# حسین‌آباد زیدر
حسین‌آباد زیدر یک روستا در ایران است که در دهستان نهارجان شهرستان سربیشه واقع شده‌است. حسین‌آباد زیدر ۵۲ نفر جمعیت دارد.